# Catacombe di Kom el-Suqafa
Le catacombe di Kom el-Suqafa (trad. "collina di rottami") si trovano nella città di Alessandria d'Egitto, tra i quartieri di Karmus e Mini el-Basal.
La memoria storica del sito si è persa durante il regno di Mehmet Ali, quando le catacombe furono utilizzate come cave di pietra e talvolta come magazzino per le munizioni. Il sito è stato riscoperto per caso a metà del '900. Il nome del sito fa riferimento alle migliaia di resti ceramici trovati nell'area, probabilmente riconducibili ai corredi funerari delle catacombe.
Situata nei pressi della colonna di Pompeo, Kom el-Shoqafa è la necropoli greco-romana più grande dell'Egitto. Arriva ad una profondità di oltre 30 m e si articola in tre livelli. L'accesso è possibile grazie a una scala che scende a spirale intorno al pozzo centrale nel quale venivano calati i corpi mummificati dei defunti. Dal pozzo si accede alle tombe, che sono disposte su tre livelli sovrapposti, completamente scavati nella roccia. L'ultimo livello è attualmente allagato. Le tombe più lussuose avevano nicchie con i sarcofaghi, decorate con bassorilievi e pitture di gusto sincretistico.

## Galleria d'immagini

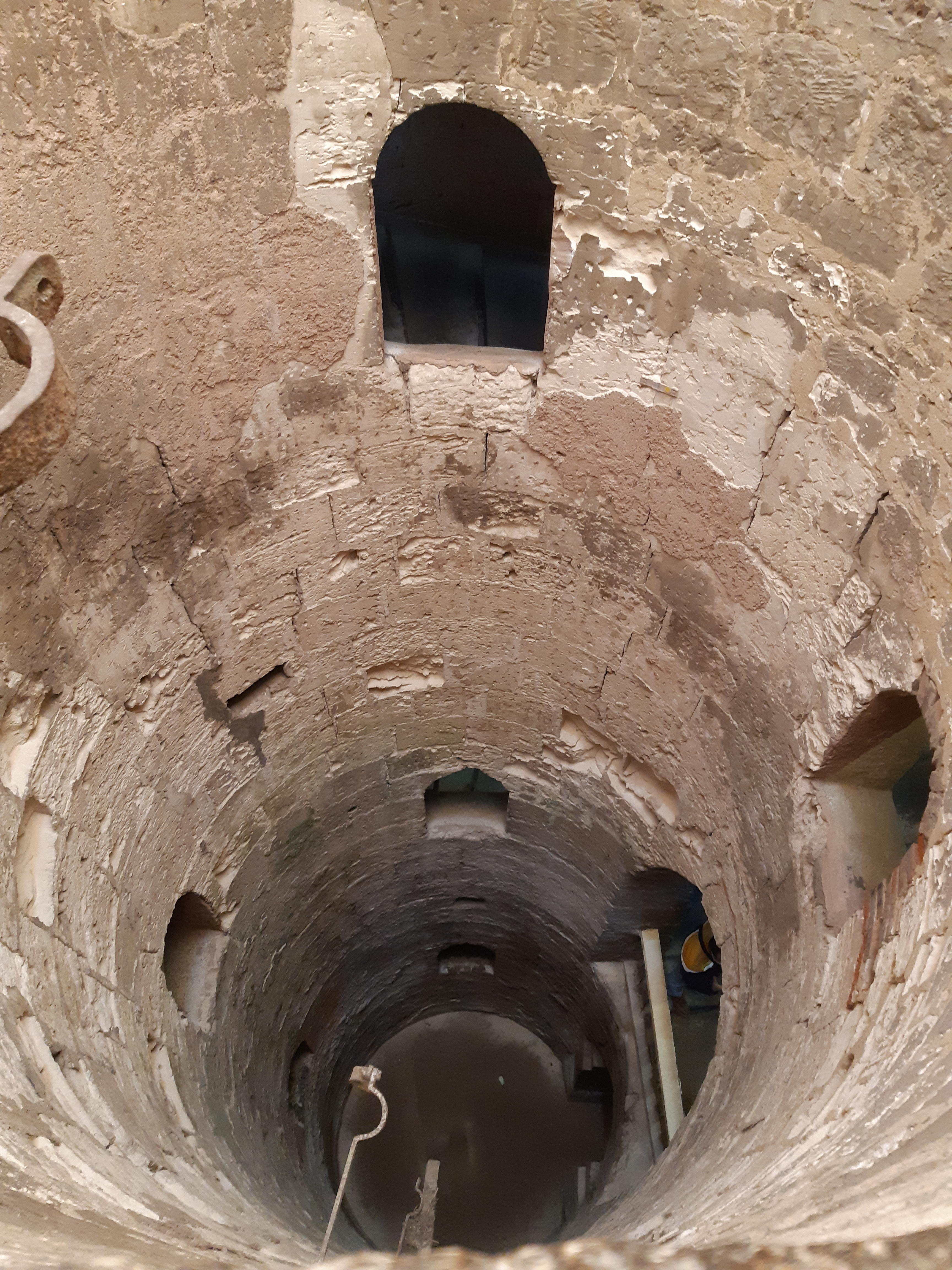
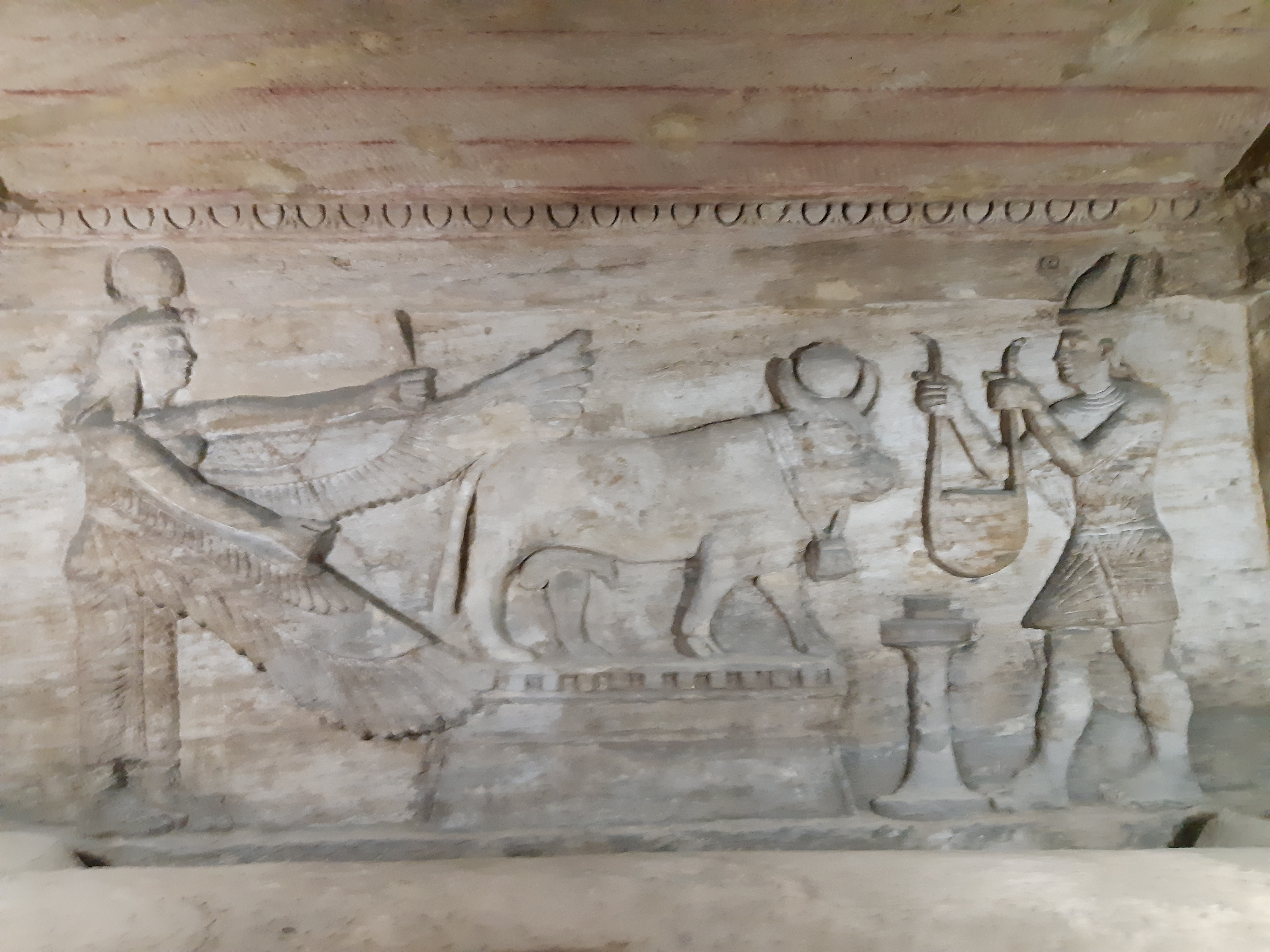
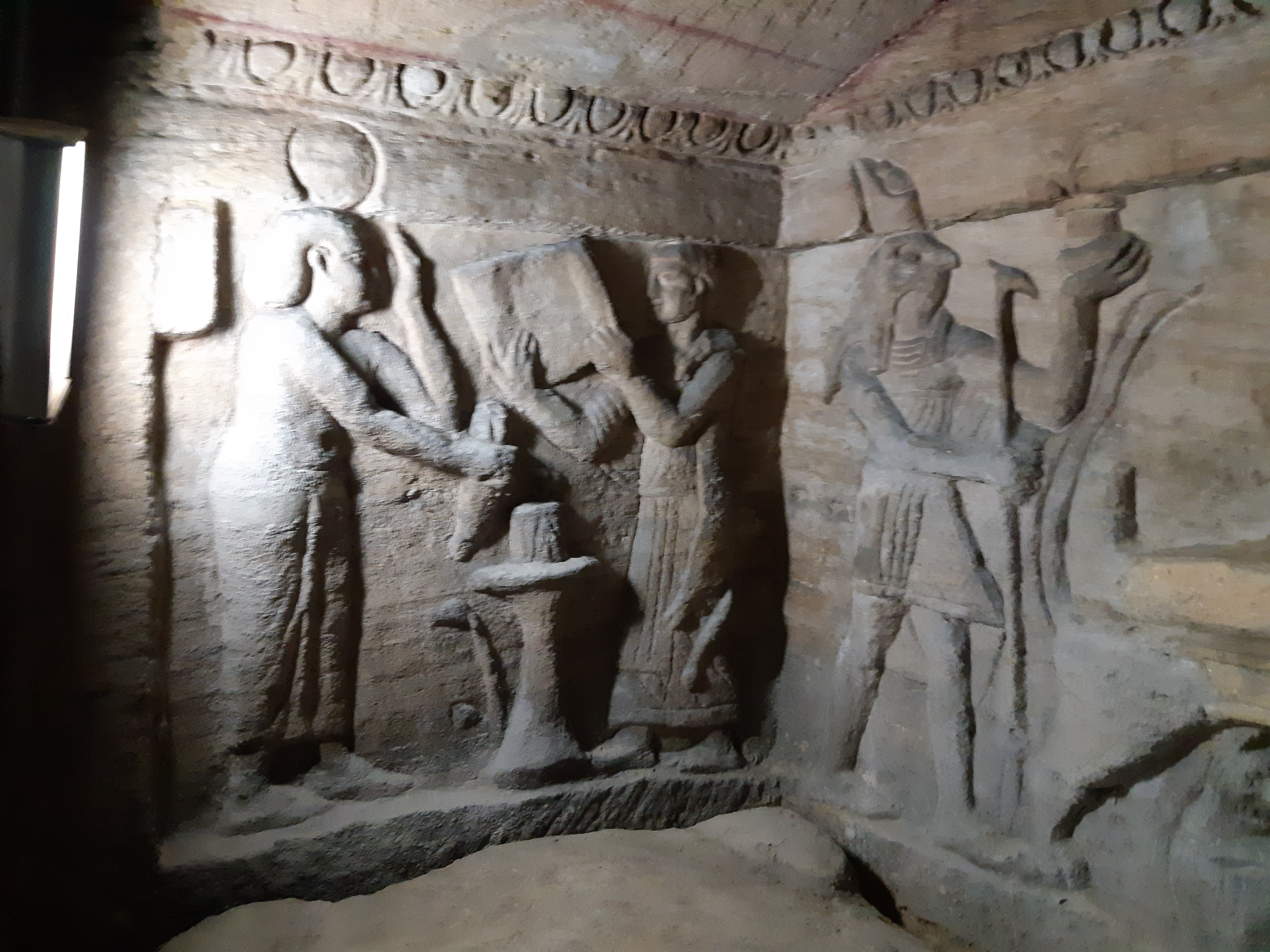
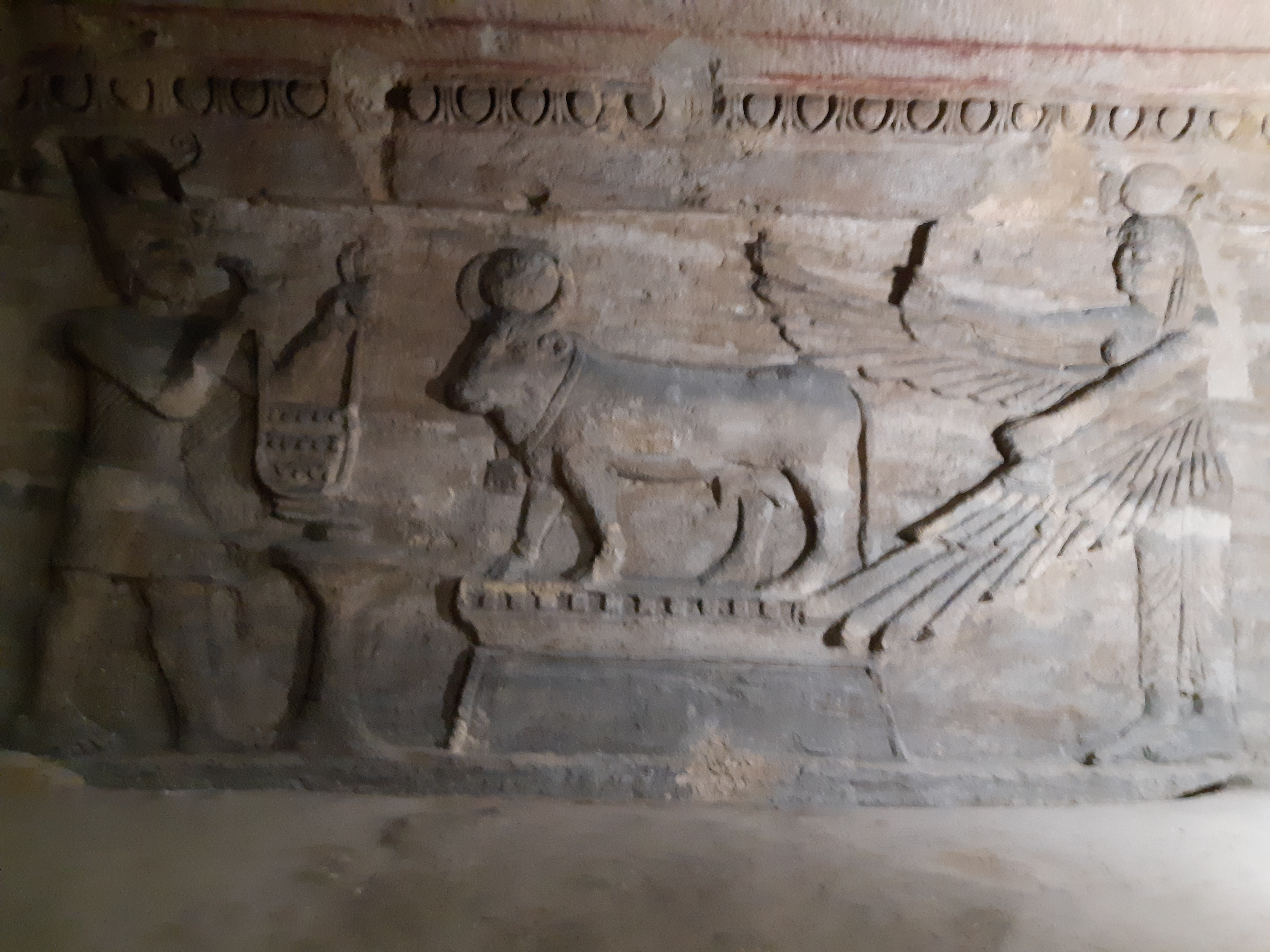
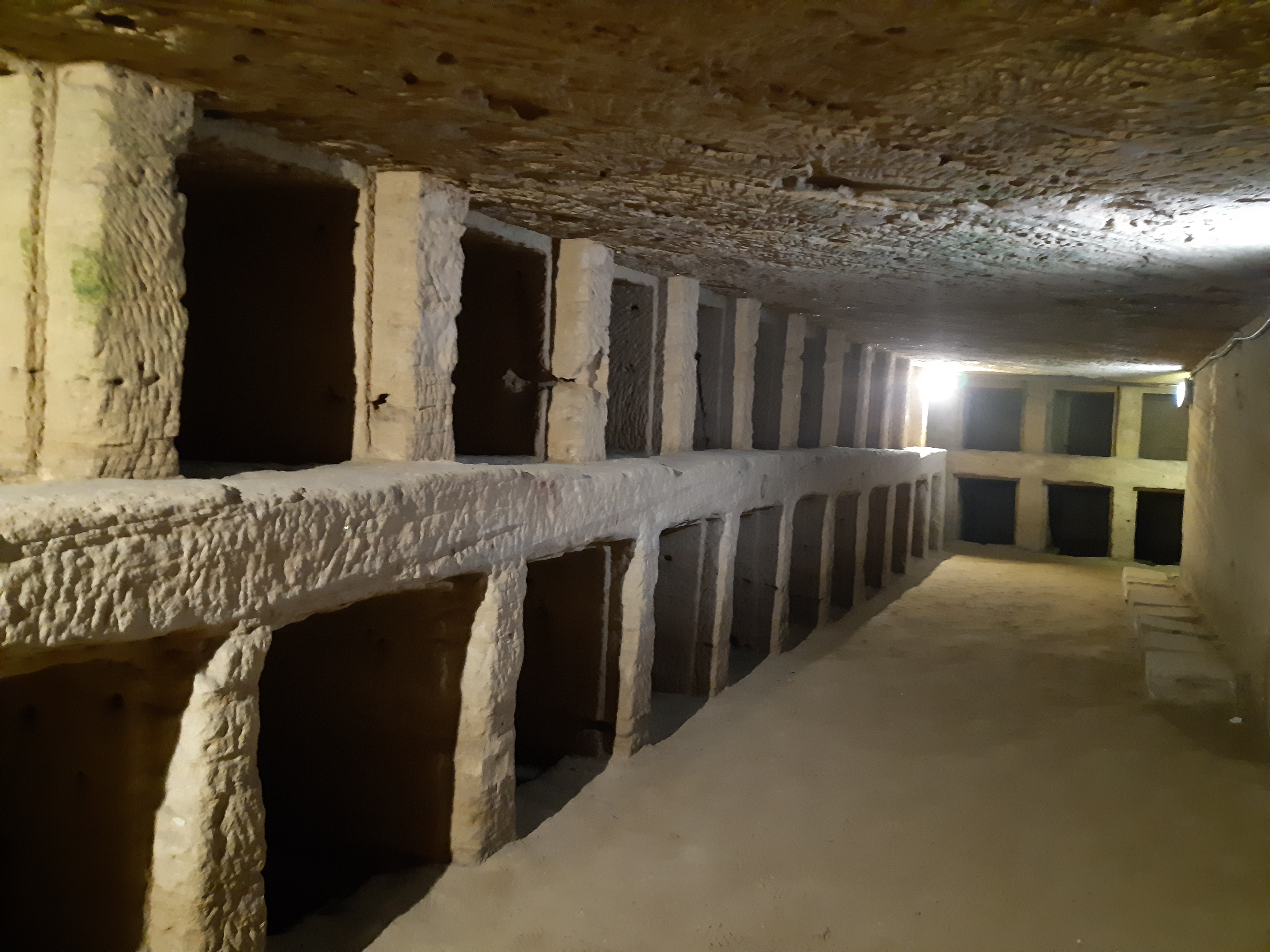
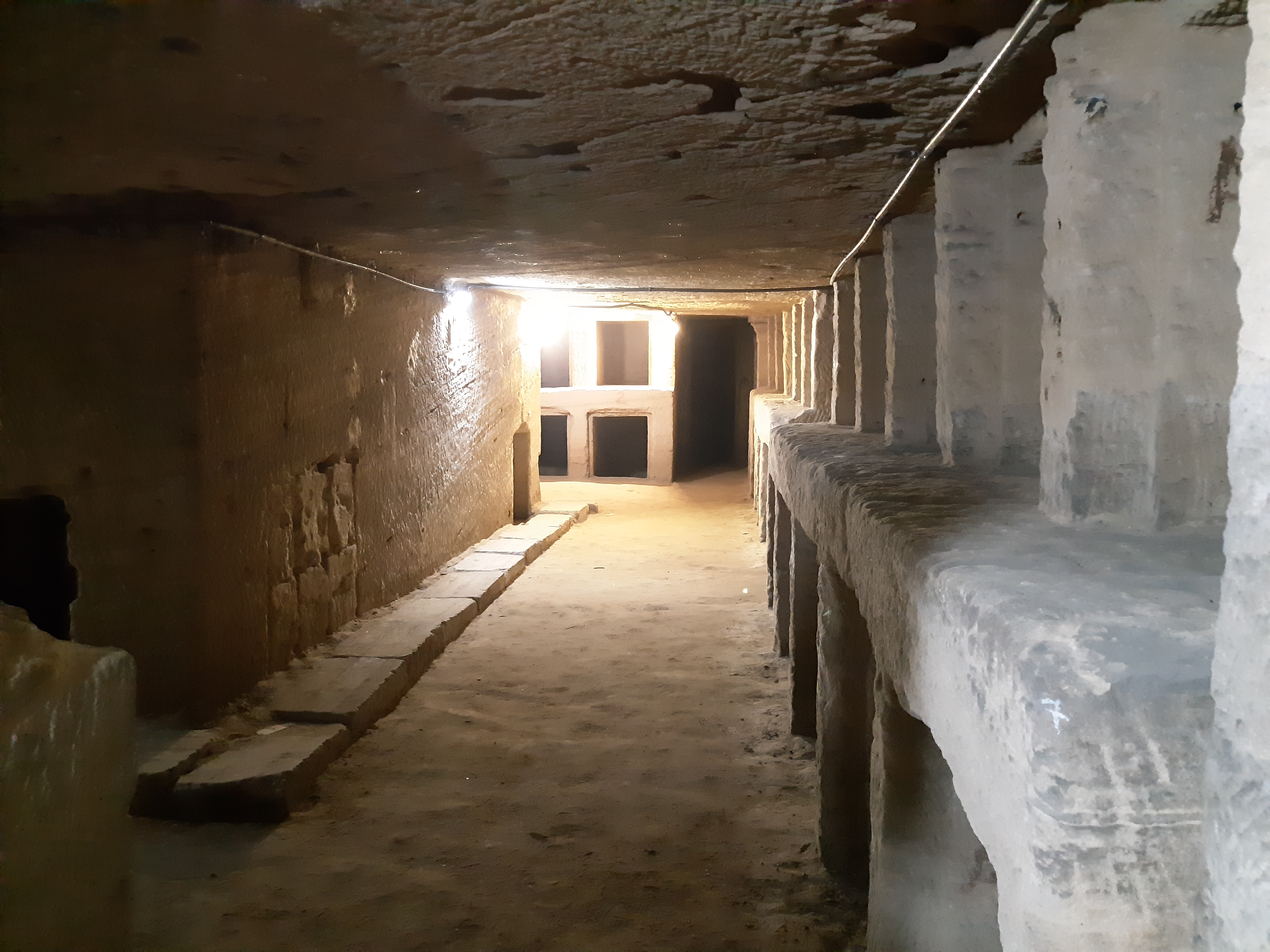
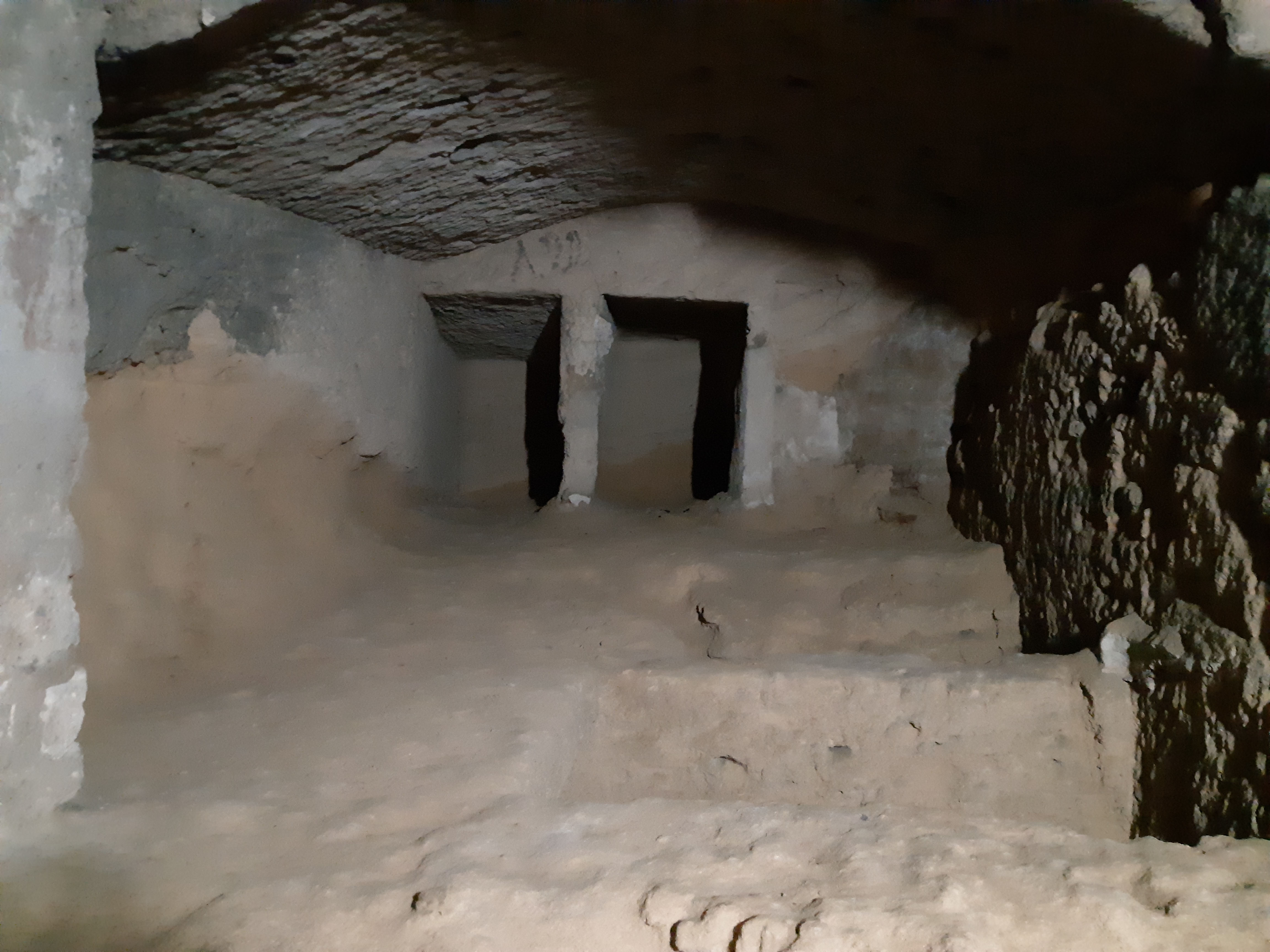
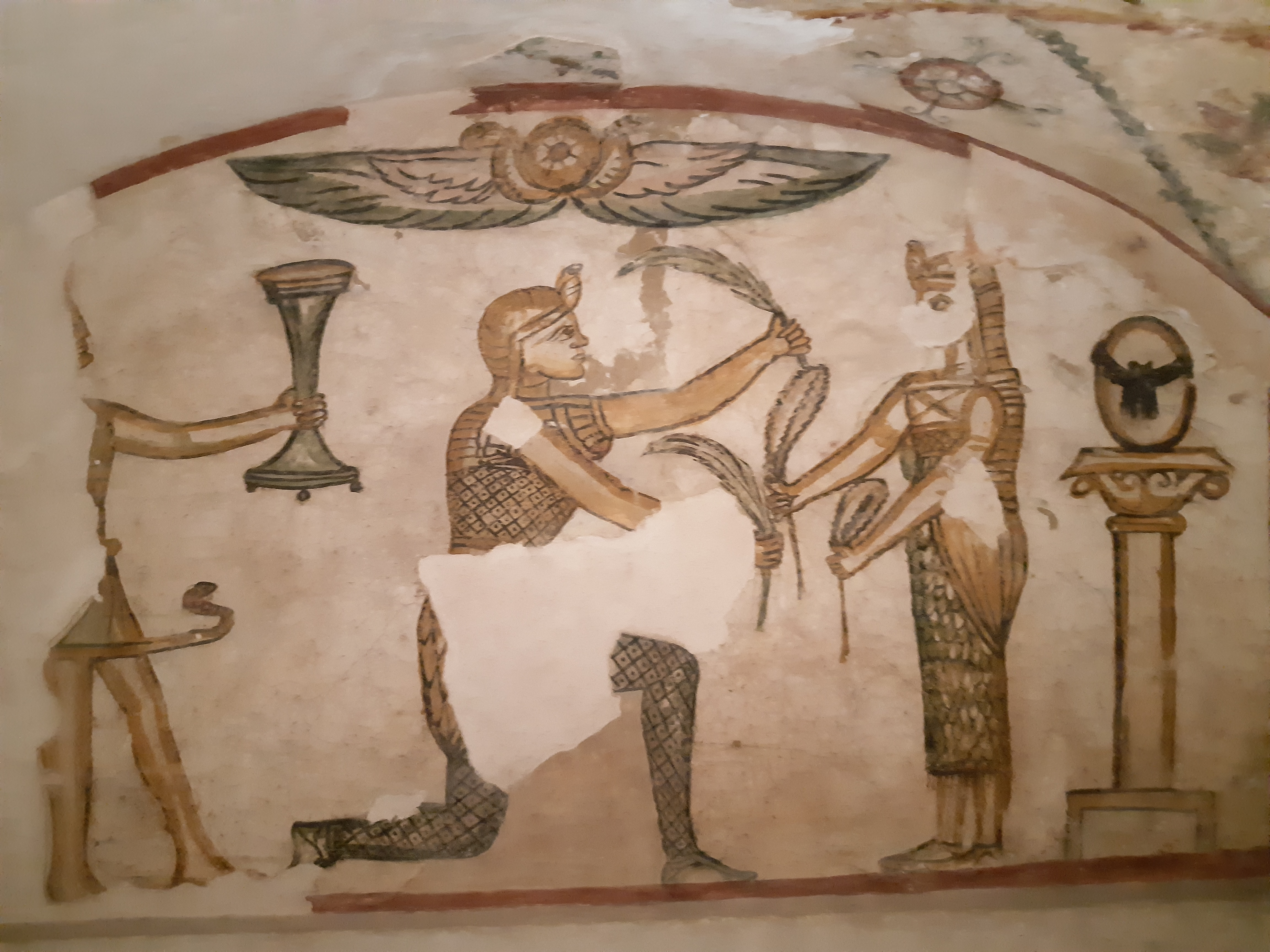